# ライヒスアドラー
ライヒスアドラー（ドイツ語:Reichsadler）は、古くからドイツで使用される鷲の紋章である。古代ローマやローマ軍団の鷹のシンボルに由来しており、神聖ローマ皇帝や近代のドイツの国章として用いられている。ドイツ帝国（1871年～1918年）、ワイマール共和国（1919～1933）および第三帝国（ナチス・ドイツ、1933～1945）。ナチス・ドイツの統治中、アドルフ・ヒトラーの命令により、ハーケンクロイツと組み合わされたものが国章にされた。
現在は「連邦鷲」(Bundesadler)という名で、1949年以来、ドイツ連邦共和国の国章として使用されている。

## ギャラリー

### 神聖ローマ帝国

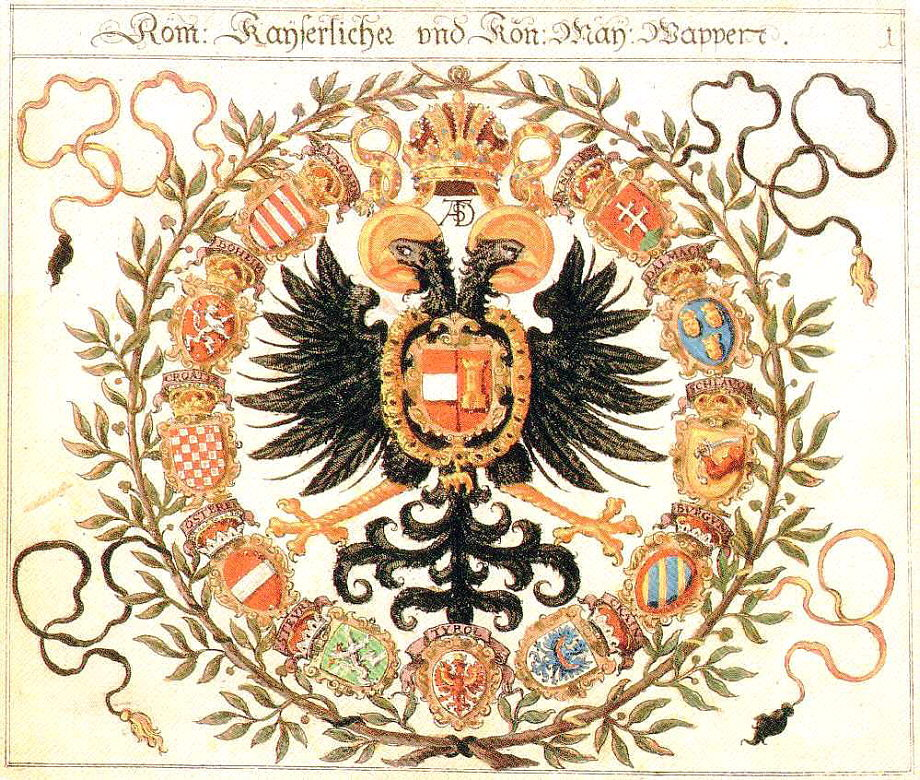
ハプスブルク家の神聖ローマ帝国の紋章
オーストリア帝国の紋章(1815年-)
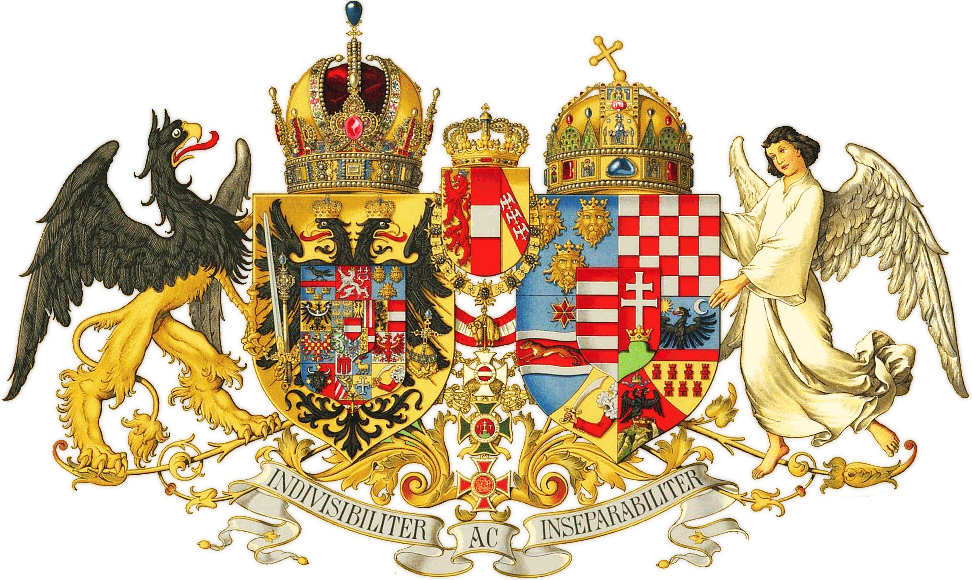
オーストリア＝ハンガリー帝国
ドイツ連邦の紋章
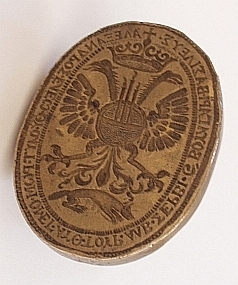
スカンデルベグの紋章
第21SS武装山岳師団 "スカンデルベグ" のエンブレム
アルバニアの国章（スカンデルベグの鷲）
ドイツ リューベックの紋章
ドイツ デュースブルクの紋章
ドイツ エッセンの紋章
オランダアーネムの紋章
オランダ フローニンゲンの紋章
オランダ ナイメーヘンの紋章
オランダ パースの紋章
スペイン トレド県の旗
モンテフェルトロ家ウルビーノ公の紋章
バログ氏族の盾
バログ氏族の紋章
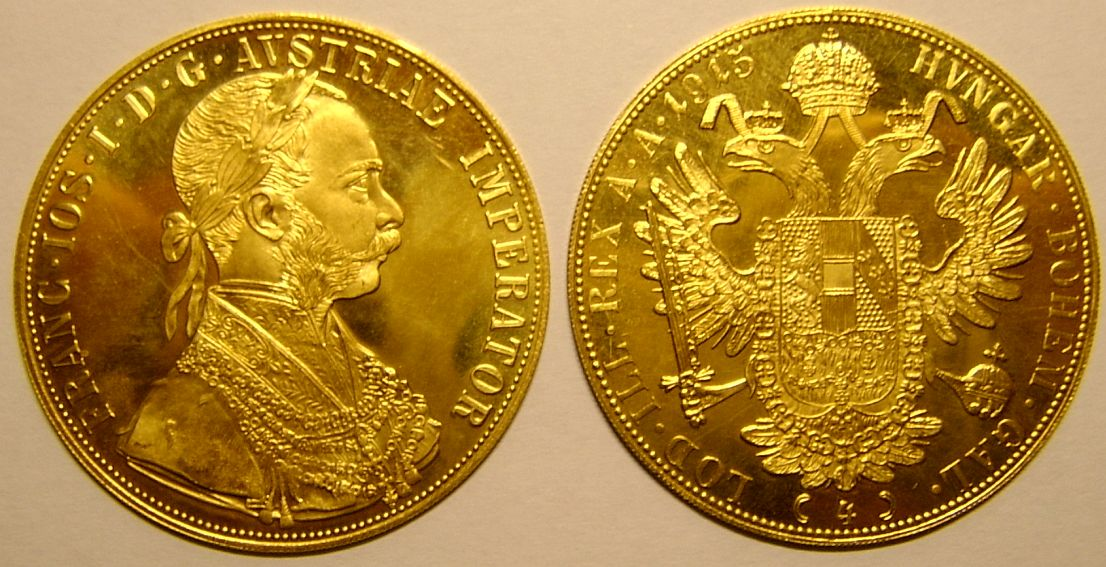
1915年発行の4ダカット金貨。フランツ・ヨーゼフ1世の肖像（左）

### 近代

ローマ帝国の国章の再現
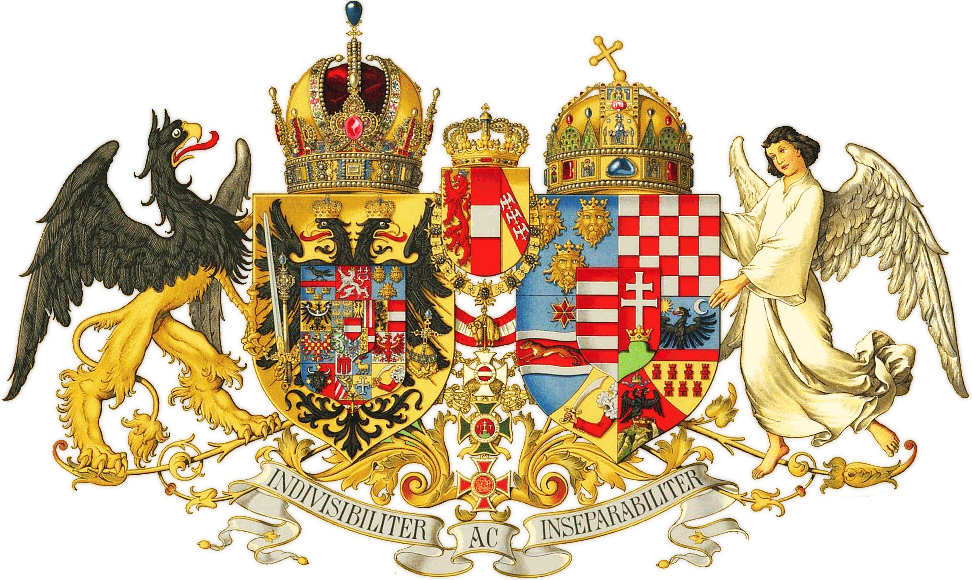
オーストリア＝ハンガリー帝国の国章
フランス第一帝政の国章
プロイセン王国の国旗
ナチス・ドイツの国章(1933–1945年)
イタリア社会共和国の国章(1943-1945年)
スペインの国章(1945-1977年)
オーストリアの国章
チェコの国章
ポーランドの国章（白い鷲）
ルーマニアの国章（黄金の鷲）
モルドバの国章
ナゴルノ・カラバフの国章
リヒテンシュタインの国章
ザンビアの国旗（フィッシュイーグル）
アメリカ合衆国の国章（ハクトウワシ）
メキシコの国章（アステカの伝説に由来）

### 現在

ドイツの国章(1950年-)
1997年から連邦政府の各省庁のロゴとして使用されているワシのマーク
連邦政府（行政府）のロゴ